# Benzoiloekgonina
Benzoiloekgonina – organiczny związek chemiczny, benzoesowy ester ekgoniny, główny metabolit kokainy, alkaloid tropanowy.
Jest benzoesanowym metabolitem kokainy powstającym w wyniku hydrolizy metylowej grupy estrowej, katalizowanej przez karboksyloesterazy. Odgrywa rolę epitopu, jest ksenobiotycznym metabolitem morskim, roślinnym i ludzkim.